# 69e cérémonie des Writers Guild of America Awards
La 69e cérémonie des Writers Guild of America Awards a lieu le 19 février 2017 à Los Angeles.
Les prix récompensent les scénaristes du cinéma et de la télévision membres de la Writers Guild of America.

## Cinéma

### Meilleur scénario original
★Moonlight – Barry Jenkins (scénario), Tarell Alvin McCraney (histoire)
- Comancheria : Taylor Sheridan
- La La Land : Damien Chazelle
- Loving : Jeff Nichols
- Manchester by the Sea : Kenneth Lonergan

### Meilleur scénario adapté
★Premier contact – Eric Heisserer
- Deadpool : Rhett Reese, Paul Wernick
- Fences : August Wilson
- Les Figures de l'ombre : Allison Schroeder, Theodore Melfi
- Nocturnal Animals : Tom Ford

### Meilleur scénario de film documentaire
★Command and Control : Robert Kenner (telescrip), Eric Schlosser (telescrip), Brian Pearle (story), Kim Roberts (story)
- Author : The JT LeRoy Story : Jeff Feuerzeig
- Zero Days : Alex Gibney

## Télévision

### Meilleur scénario pour une série télévisée dramatique
★The Americans : Peter Ackerman, Joshua Brand, Joel Fields, Stephen Schiff, Joseph Weisberg, Tracey Scott Wilson, Tanya Barfield
- Better Call Saul : Ann Cherkis, Vince Gilligan, Jonathan Glatzer, Peter Gould, Gennifer Hutchison, Heather Marion, Thomas Schnauz, Gordon Smith
- Game of Thrones : David Benioff, Bryan Cogman, Dave Hill, D.B. Weiss
- Stranger Things : Paul Dichter, Justin Doble, Matt Duffer, Ross Duffer, Jessica Mecklenburg, Jessie Nickson-Lopez, Alison Tatlock
- Westworld : Ed Brubaker, Bridget Carpenter, Dan Dietz, Halley Wegryn Gross, Lisa Joy, Kath Lingenfelter, Dominic Mitchell, Jonathan Nolan, Roberto Patino, Daniel T. Thomsen

### Meilleur scénario pour une série télévisée comique
★Atlanta : Donald Glover, Stephen Glover, Stefani Robinson, Paul Simms
- Silicon Valley : Megan Amram, Alec Berg, Donick Cary, Adam Countee, Jonathan Dotan, Mike Judge, Carrie Kemper, John Levenstein, Dan Lyons, Carson Mell, Dan O'Keefe, Clay Tarver, Ron Weiner
- Transparent : Arabella Anderson, Bridget Bedard, Micah Fitzerman-Blue, Noah Harpster, Ethan Kuperberg, Ali Liebegott, Our Lady J, Faith Soloway, Jill Soloway, Jessi Klein
- Unbreakable Kimmy Schmidt : Emily Altman, Robert Carlock, Azie Mira Dungey, Tina Fey, Lauren Gurganous, Sam Means, Marlena Rodriguez, Dan Rubin, Meredith Scardino, Josh Siegal, Allison Silverman, Leila Strachan
- Veep : Rachel Axler, Sean Gray, Alex Gregory, Peter Huyck, Erik Kenward, Billy Kimball, Steve Koren, David Mandel, Jim Margolis, Lewis Morton, Georgia Pritchett, Will Smith, Alexis Wilkinson

### Meilleur scénario pour une nouvelle série télévisée
★Atlanta : Donald Glover, Stephen Glover, Stefani Robinson, Paul Simms
- Better Things : Pamela Adlon, Louis C.K., Cindy Chupack, Gina Fattore
- Stranger Things : Paul Dichter, Justin Doble, Matt Duffer, Ross Duffer, Jessica Mecklenburg, Jessie Nickson-Lopez, Alison Tatlock
- This Is Us : Isaac Aptaker, Elizabeth Berger, Bekah Brunstetter, Dan Fogelman, Vera Herbert, Joe Lawson, Kay Oyegun, Aurin Squire, K.J. Steinberg, Donald Todd
- Westworld : Ed Brubaker, Bridget Carpenter, Dan Dietz, Halley Wegryn Gross, Lisa Joy, Kath Lingenfelter, Dominic Mitchell, Jonathan Nolan, Roberto Patino, Daniel T. Thomsen

### Meilleur scénario pour un épisode dramatique
★This Is Us : Vera Herbert - Episode : "This Is Us : The Trip (#1.9)"
- Better Call Saul : Gordon Smith - Episode : "Better Call Saul : Gloves Off (#2.4)"
- Shameless : Sheila Callaghan - Episode : "Shameless : I Am A Storm (#7.4)"
- Better Call Saul : Heather Marion, Vince Gilligan - Episode : "Better Call Saul : Klick (#2.10)"
- Better Call Saul : Thomas Schnauz - Episode : "Better Call Saul : Switch (#2.1)"
- Game of Thrones : David Benioff, D.B. Weiss - Episode : "Game of Thrones : The Winds of Winter (#6.10)"

### Meilleur scénario pour un épisode comique
★Unbreakable Kimmy Schmidt : Robert Carlock - Episode : "Unbreakable Kimmy Schmidt : Kimmy Goes on a Playdate! (#2.2)"
- Unbreakable Kimmy Schmidt : Tina Fey, Sam Means - Episode : "Unbreakable Kimmy Schmidt : Kimmy Finds Her Mom! (#2.13)"
- One Mississippi : Diablo Cody, Tig Notaro - Episode : "One Mississippi : Pilot (#1.1)"
- Speechless : Carrie Rosen, Seth Kurland - Episode : "Speechless : R-A-Y-C-- RAY-CATION (#1.8)"
- Atlanta : Stephen Glover - Episode : "Atlanta : Streets on Lock (#1.2)"
- Son of Zorn : Dan Mintz - Episode : "Son of Zorn : A Taste of Zephyria (#1.5)"